# Júlio Filipe de Almeida Carrapato
Júlio Filipe de Almeida Carrapato foi um Governador Civil de Faro entre 22 de Outubro de 1975 e 14 de Fevereiro de 1980.
Foi deputado na Assembleia da República durante a II Legislatura.